# Laksmienarain Doebay
Laksmienarain Doebay (circa 1972/1973) is een Surinaams bestuurder.  Hij was in 2011 districtscommissaris van Nickerie en van 2015 tot 2019 van Saramacca.

## Biografie
Laksmienarain Doebay werd rond 1996 actief binnen de Nationale Democratische Partij (NDP). In 2010 was hij was penitentiair ambtenaar van beroep. In oktober van dat jaar werd bekend dat hij Bhagwatpersad Shankar zou opvolgen als districtscommissaris (dc), wat hem met 37 levensjaren de jongste dc van Nickerie maakte. Roline Samsoedien fungeerde eerst als tijdelijk dc op de post, terwijl Doebay zich ondertussen inwerkte. Op 15 januari 2011 werd hij beëdigd als dc. Tot zijn verdere verantwoordelijkheden behoorden op lokaal niveau bloeddonatie, coördinatie van Projekta, ondervoorzitterschap voor rampenbeheersing en leiding van de first-response van het Nationaal Coördinatiecentrum voor Rampenbeheersing. Verder werkte hij als instructeur bij het Korps Penitentiair Ambtenaren en was hij freelance presentator en journalist bij Rasonic Televisie.
In 2011 bemiddelde hij met positief resultaat in een conflict tussen Harrinanan Oemraw en Leakat Mahawathkhan, die tot dan toe beide het voorzitterschap claimden van de Surinaamse Padie Boeren Associatie. In februari 2011 begon hij met een herschikking van het districtscommissariaat, dat over verschillende niveaus in fasen plaatsvond. Enkele weken later vond een training op zijn initiatief plaats voor vijfentwintig medewerkers op het gebied van documentcontrole en identiteitfraude.
Op 1 juli 2011 had hij een conflict met een automonteur, die daar lichamelijke verwondingen aan overhield. Volgens de monteur zou Doebay hem geslagen hebben met een remkabel en werd hij daarna door Doebay bedreigd. Volgens Doebay had hij gehandeld uit zelfverdediging. In De Nationale Assemblée eiste het Nieuw Front dat Doebay op non-actief gesteld zou worden totdat het onderzoek afgerond zou zijn. Dit gebeurde uiteindelijk op 8 augustus door minister Linus Diko. In een televisietoespraak op Rasonic nam de dc afscheid van Nickerie. In juli 2012 werd Doebay veroordeeld tot zes maanden voorwaardelijke gevangenisstraf.
Ruim tweeënhalf jaar later, in februari 2015, kwam Doebay in aanmerking voor een rentree, als dc van het district Saramacca. Hier volgde hij Ravin Jiawan op. Tijdens een dc-reshuffling in februari 2019 werd Doebay in Saramacca opgevolgd door Sarwankoemar Ramai.